# Cristobal Litrán Canet
Cristóbal Litrán Canet (Almeria, 1860 - Rubí, 1926) va ser un polític, escriptor i periodista espanyol.
De petit la seva família es traslladà primer a Barcelona i després a Reus. D'ideologia federal, va ser maçó, lliurepensador i partidari de Pi i Margall. Va ser un dels fundadors i va dirigir el periòdic La Autonomía de Reus des del 1893 al 1901, cosa que li donà prestigi com a periodista i li permeté publicar a diversos mitjans federals de l'estat. També col·laborà a La República i a les revistes El Lío i El Pandemonium, totes elles publicacions reusenques.
Amb el canvi de segle va ser un activista proper a sectors anarquistes a Reus, com a membre de la Federació Revolucionària, molt a prop de la secció local d'obrers boters i dels comitès de vaga i fent mítings de propaganda sobre el cooperativisme pels pobles de l'interior de la província de Tarragona o presidint comissions pro-presos constituïdes a partir de la repressió contra les vagues d'inicis del segle xx.
Però el 1904 Alfons XIII visità Reus, i els seus correligionaris a l'Ajuntament, per qüestions protocol·làries, van fer retirar la placa del saló de plens que commemorava la celebració del primer matrimoni civil a la ciutat el 1869. Això va provocar que Litrán s'allunyés dels federalistes i es convertís en un agitador cultural, incidint en el Centre de Lectura, i aproximant-se després al lerrouxisme. Membre de la Societat de Lliurepensadors de Reus, per la tardor del 1904 va assistir al Congrés Lliurepensador de Roma, i el 1905 marxà a Barcelona.
Secretari de la secció barcelonina de la "Ligue Internationale pour l'Éducation Rationaliste de l'Enfance", va ser també secretari personal de Ferrer i Guàrdia i una peça clau de les traduccions que es van fer en l'àmbit de l'Escola Moderna. Va col·laborar en l'editorial de l'Escola des de 1909 fins a la seva desaparició l'any 1920. Va traduir unes trenta obres per a la col·lecció "Los grandes pensadores". Traduí sobretot textos polítics o sociològics, a partir del francès (Renan, Edouard Toulouse), de l'anglès (Conan Doyle) i del portuguès (Teixeira Bastos). Va publicar també la primera versió al castellà de Carmen de Merimée, i algunes obres pròpies, com una Historia de Víctor Hugo (1886), La Mujer en el cristianismo (1892), una nota biogràfica d'Eduardo Benot (1916) i El Regionalismo catalán y su política (1918).
Amb la ruptura entre Ferrer i Lerroux el 1908 va relacionar-se amb el racionalisme. Desterrat a Alcanyís el 1909 arran del judici de Ferrer i Guàrdia, va ser jutjat el 1913 en consell de guerra per delictes d'opinió i condemnat a l'exili. Va residir a Montpeller, on va treballar per l'editorial francesa Garnier. Tornat a Catalunya, va vincular-se al federalisme tot mantenint les seves idees lliurepensadores, residí a Rubí, on va morir el 1926 en la més absoluta misèria.